# Ekstra-ramelajski jezici
Ekstra-ramelajski jezici, ogranak timorkih jezika koji osim što obuhvaća neke jezike s Timora (naziv po gorju Ramelau) a povrh toga i neke jezike što se govore po drugim otocima u Indoneziji na Malim sundskim otocima i Molucima, ukupno 30 jezika. Zajedno s ramelajskim i floresko-lembatskim jezicima čine timorsku skupinu. Ekstra-ramelajskim jezicima pripadaju jezici koji čine nekoliko užih skupina, to su: 
a) Centralni (2): habun [hbu] (Istočni Timor), tetun [tet] (Indonezija; Mali sundski otoci).
b) Istočni (11): 
b1. Istočni Damar (1): Damar, istočni [dmr] (Indonezija; Maluku)
b2. Luang-Kisar (4)
a. Kisar (2): kisar [kje] (Indonezija; Maluku), roma [rmm] (Indonezija; Maluku)
b. Luang (2): leti [lti] (Indonezija; Maluku), luang [lex] (Indonezija; Maluku)
b3. Teun-Nila-Serua (2): Nila-Serua (2): nila [nil] (Indonezija; Maluku), serua [srw] (Indonezija; Maluku)
Kairui-Midiki [krd] (Istočni Timor)
Makuv’a [lva] (Istočni Timor)
Nauete [nxa] (Istočni Timor)
Waima’a [wmh] (Istočni Timor)
c. sjeverni (wetarski) (5): ili Wetar (5): aputai [apx] (Indonezija; Maluku), ili’uun [ilu] (Indonezija; Maluku), perai [wet] (Indonezija; Maluku), talur [ilw] (Indonezija; Maluku), tugun [tzn] (Indonezija; Maluku)
d. Zapadni (11), Indonezija (Mali sundski otoci): amarasi [aaz], bilba [bpz], dela-oenale [row], dengka [dnk], helong [heg], lole [llg], ringgou [rgu], termanu [twu], tii [txq], uab meto [aoz]; (Istočni Timor): baikeno [bkx].
te’un [tve] (Indonesia (Maluku).